# 2016~2017년 남서인도양 사이클론
이 문서는 2016년부터 2017년까지 발생하는 남서인도양에 발생하는 사이클론에 대해 기록하고 있다. 총 5개의 사이클론이 발생하였다.

## 같이 보기
- 2016~2017년 남태평양 사이클론
- 남대서양 열대 저기압

1. ↑  MFR 기준 매우 강 이상
2. ↑  MFR 기준 강 이상
3. ↑  MFR 기준 사이클론 이상